# Henry Vane, 1:e earl av Darlington
Henry Vane, 1:e earl av Darlington, född 1705, död 1758, son till Gilbert Vane, 2:e baron Barnard. 
Han var parlamentsledamot (whig) 1726-1753. Han innehade också flera höga regeringsposter under åren 1742-1758. Han blev utnämnd till 1:e earl av Darlington 1754.
Vane gifte sig 1725 med lady Grace FitzRoy (1697-1763) , dotter till Charles FitzRoy, 2:e hertig av Cleveland och sondotter till Karl II av England.
Makarna fick sju barn, däribland:
- Henry Vane, 2:e earl av Darlington (1725-1792) , gift med Margareth Lowther